# Near Islands
Near Islands är den minsta och den västligaste gruppen av Aleuterna i sydvästra Alaska. De är även kända under namnet "Grannöarna".

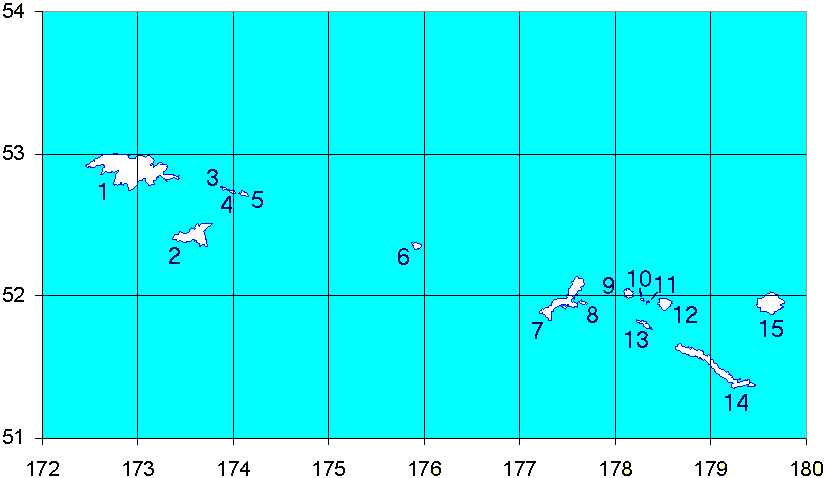
1 - Attu Island, 2 - Agattu Island, 3 - Alaid Island, 4 - Nizki Island, 5 - Shemya Island

Den största av Near Islands är Attu och Agattu. Förutom några holmar i kanalen mellan Attu och Agattu är Semichi Islands till nordöst en annan viktig ögrupp där öar som Alaid, Nizki och Shemya finns. Ungefär 30 kilometer öst-syd-öst från Shemya finns det lilla stenrevet Ingenstrem Rocks. Den totala landytan av alla öarna är 1,143 785 km² och det totala invånarantalet var 47 personer år 2000. De enda bebodda öarna är Shemya och Attu.
Kap Wrangel på Attuöns västra del är Alaskas västligaste plats.
Öarna döptes till av ryska upptäcktsresande på 1700-talet på grund av de var de låg närmare Ryssland än de övriga Aleuterna, och det nuvarande namnet är helt enkelt en engelsk översättning av det ryska. Ur amerikansk synpunkt är Near Islands istället de öar som ligger längst bort från Alaskas fastland.